# Mediostoma globuliferum
Espèce
Synonymes
- Nemastoma globuliferum L. Koch, 1867

Mediostoma globuliferum est une espèce d'opilions dyspnois de la famille des Nemastomatidae.

## Distribution
Cette espèce est endémique des Cyclades en Grèce. Elle se rencontre sur Syros et Naxos.

## Description
Le mâle décrit par Roewer en 1923 mesure 2 mm.

## Systématique et taxinomie
Cette espèce a été décrite sous le protonyme Nemastoma globuliferum par L. Koch en 1867. Elle est placée dans le genre Mediostoma par Schönhofer en 2013.

## Publication originale
- L. Koch, 1867 : « Zur Arachniden und Myriapoden-Fauna Süd-Europas. » Verhandlungen der Kaiserlich-Königlichen Zoologisch-Botanischen Gesellschaft in Wien, vol. 17, p. 857-900 (texte intégral).